# 吉拉尔迪·钦齐奥
吉拉尔迪·钦齐奥（英語：Giovanni Battista Giraldi，1504年—1573年），文艺复兴时期意大利作家。他的一生主要从事写作文论、戏剧和短篇小说等作品。从1542年到1559年效力于费拉拉的宫廷。

## 扩展阅读
- 本条目包含来自公有领域出版物的文本: Chisholm, Hugh (编).  (第11版). London: Cambridge University Press. 1911.